# Unirea (Brăila)

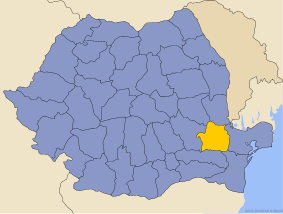
Localização do condado Brăila na Romenia

Unirea é uma comuna romena localizada no distrito de Brăila, na região de Muntênia. A comuna possui uma área de  km² e sua população era de 2591 habitantes segundo o censo de 2007.